# Per Nilsson
Per Elis Albert Nilsson (Stockholm, 1890. január 4. – Stockholm, 1964. június 18.) olimpiai bajnok svéd tornász.
Részt vett az 1912. évi nyári olimpiai játékokon, és tornában a svéd rendszerű csapat összetettben aranyérmes lett.
Klubcsapata a Stockholms GF volt.